# 安德森冰原島峰
安德森冰原島峰（英語：Andersson Nunatak）是南極洲的冰原島峰，位於謝潑德角以西2公里，處於霍普灣北岸，由瑞典探險隊發現，現時由南極條約體系管理。